# Heinrich Floris Schopenhauer
Heinrich Floris Schopenhauer (getauft 27. Juni 1747 in Danzig, Polnisch-Preußen; gestorben 20. April 1805 in Hamburg) war ein Großkaufmann in Danzig und Hamburg. Er war der Vater des Philosophen Arthur Schopenhauer.

## Leben

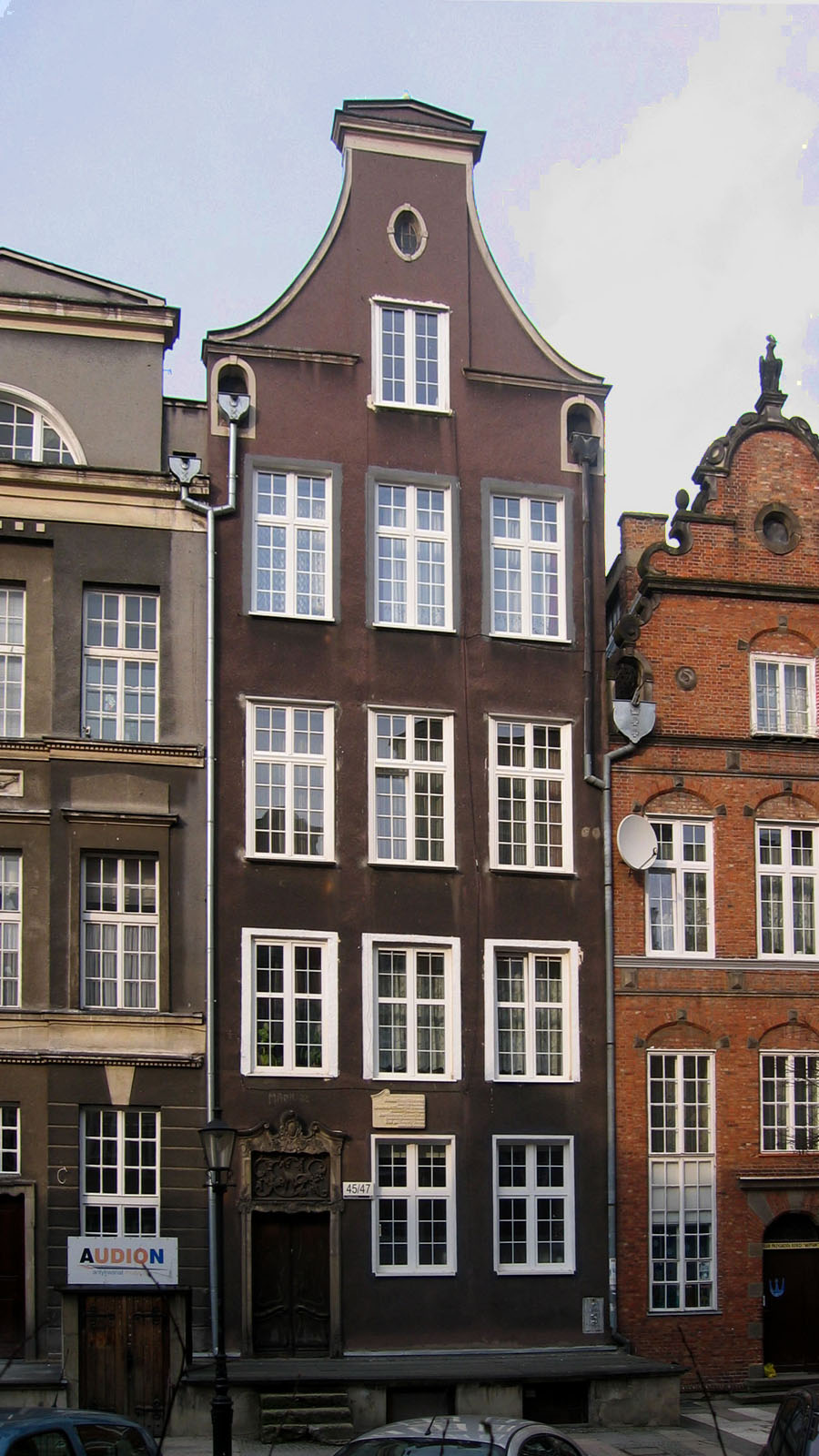
Schopenhauer-Haus in Danzig

Der Vater Andreas Schopenhauer war ein vermögender und angesehener Kaufmann in Danzig, die Mutter Anna Renata eine Tochter des niederländischen Kaufmanns Hendrik Soermans, der zeitweise Vertreter der Niederlande in der Hansestadt Danzig gewesen war.
Heinrich Floris Schopenhauer übernahm 1770 mit dem Bruder Johann Friedrich das Unternehmen des Vaters. 1773 soll er in Berlin das Angebot König Friedrichs II. abgelehnt haben, nach Preußen überzusiedeln und preußischer Staatsbürger zu werden. 1784 erhielt er einige Besitzungen des Vaters, darunter einen Hof in Oliva, ein Haus in Danzig (Heilige-Geist-Gasse 114), sowie Einnahmen aus einem Gut in Ohra. Er besaß außerdem mehrere Schiffe.
1785 heiratete Schopenhauer die 18-jährige Johanna Trosiener, die Tochter eines Geschäftsfreundes. Die Verbindung war eine Vernunftehe und verlief für beide unglücklich. 1788 wurde der Sohn Arthur geboren, der einer der bedeutendsten Philosophen des 19. Jahrhunderts werden sollte.
1793 verließ Heinrich Schopenhauer mit der Familie die Hansestadt Danzig, nachdem diese nach der Zweiten Teilung Polens zum Königreich Preußen gekommen war, wie andere liberale Großkaufleute auch.
Die Familie ließ sich in Hamburg nieder, zunächst am Neuen Weg 76, dann in einem größeren Gebäude am Neuen Wandrahm 97. Dort befanden sich Geschäfts- und Wohnräume. 1795 wurde die Tochter Adele geboren, die wie die Mutter später eine Schriftstellerin wurde.
Heinrich Floris Schopenhauer wurde mit der Zeit immer gereizter, geistig verwirrter und depressiver. Am 20. April 1805 fiel er aus dem Fenster des Speichers in den Kanal und starb. Wahrscheinlich war es ein Suizid.
Die Familie verkaufte danach das Grundstück, die Witwe Johanna zog mit der Tochter Adele und dem Erbteil nach Weimar, der Sohn Arthur blieb in Hamburg.
Dokumente von Heinrich Floris Schopenhauer sind im Nachlass des Sohnes Arthur in Frankfurt am Main erhalten, ein Porträt befindet sich in der dortigen Universitätsbibliothek.